# Jurgen Van Goolen
Jurgen Van Goolen (Louvain, 28 novembre 1980) è un ex ciclista su strada belga, professionista dal 2002 al 2013.

## Carriera
Corridore molto forte nelle categorie giovanili, vinse tra le altre corse il Giro delle Fiandre Juniors e la Liegi-Bastogne-Liegi Under-23. Non riuscì invece a ripetersi anche nella categoria dei professionisti, in cui corse dal 2002 al 2013, riportando un solo successo in dodici stagioni.
Relegato a ruolo di gregario, fra i risultati personali più significativi vanno ricordati i podi ai campionati belgi in linea e al Post Danmark Rundt nel 2003 e al Tour de l'Ain nel 2004. Prese inoltre parte a sei edizioni dei campionati del mondo Elite.

## Palmares
- 2000 (Under-23, dieci vittorie)

3ª tappa Ronde van Limburg Under-23 (Houthalen/Helchteren, cronometro)
Classifica generale Ronde van Limburg Under-23
Liegi-Bastogne-Liegi Under-23
Grand Prix Wieler Revue
Overijse
2ª tappa Grand Prix Tell (Lucerna > Zofingen)
Classifica generale Grand Prix Tell
1ª tappa Triptyque des Barrages (Tarcienne > Tercienne)
7ª tappa Tour de Liège (Ferrières, cronometro)
Campionati belgi, Prova a cronometro Under-23
- 2001 (Under-23, una vittoria)

2ª tappa Ronde van Limburg Under-23 (cronometro Montenaken > Montenaken)
Classifica generale Ronde van Limburg Under-23
Classifica generale Triptyque des Barrages
Campionati belgi, Prova a cronometro Under-23
- 2011 (Accent Jobs, una vittoria)

3ª tappa Route du Sud (Pierrefitte-Nestalas > Bagnères-de-Luchon)

## Piazzamenti

### Grandi Giri
- Giro d'Italia

2007: 96º
2009: 83º
- Vuelta a España

2002: 45º
2003: 42º
2004: 56º
2005: 49º
2006: 39º
2007: 31º
2008: 16º
2010: 33º

### Classiche monumento
- Liegi-Bastogne-Liegi:

2003: 61º
2004: 83º
2007: ritirato
Giro di Lombardia
2004: 57º
2008: 29º
2010: 23º

### Competizioni mondiali
- Campionati del mondo

Plouay 2000 - In linea Under-23: 13º
Lisbona 2001 - In linea Under-23: 6º
Lisbona 2001 - Cronometro Under-23: 7º
Zolder 2002 - In linea Elite: 44º
Hamilton 2003 - In linea Elite: 43º
Verona 2004 - In linea Elite: ritirato
Salisburgo 2006 - In linea Elite: 82º
Stoccarda 2007 - In linea Elite: 25º
Varese 2008 - In linea Elite: 11º
- UCI ProTour

2006: 193º
- UCI Europe Tour

2011: 228º
2012: 758º
2013: 189º